# Norman St John-Stevas, Baron St John of Fawsley
Norman Anthony Francis St John-Stevas, Baron St John of Fawsley, PC, FRSL (* 18. Mai 1929 in Kensington, London; † 2. März 2012 in London) war ein britischer Politiker (Conservative Party), Autor, Jurist und Barrister. Von 1979 bis 1981 war er Leader of the House of Commons in der Regierung von Premierministerin Margaret Thatcher. Er war Abgeordneter für den Wahlkreis Chelmsford von 1964 bis 1987 und wurde 1987 Life Peer.
Sein Nachname setzt sich zusammen aus den Nachnamen seines Vaters (Stevas) und seiner Mutter (St John-O'Connor).

## Leben und Karriere
Er wurde als einziger Sohn eines Ingenieurs und Direktors und dessen Frau Kitty St John O’Connor geboren. Seine Geburtsurkunde nennt als seinen Namen Norman Panayea St John. St John-Stevas besuchte zwei Independent Schools, die St Joseph's Salesian School in Burwash, East Sussex und im Anschluss das Ratcliffe College in Leicester.
Als Schüler bzw. Student war er bei den Young Conservatives aktiv, der damaligen Jugendorganisation der Conservative Party. An der Cambridge University studierte er am Fitzwilliam College Jura. Er graduierte mit der Note First Class Honours
und gewann den Whitlock Prize. 1950 war er Präsident der Cambridge Union Society.
St John-Stevas studierte auch an der Oxford University, wo er 1951 Michael Heseltine kennenlernte 1952 erhielt er das Blackstone and Harmsworth-Stipendium. Am Christ Church schloss er mit einem Bachelor of Civil Law (BCL) ab und war Sekretär der Oxford Union. Von der University of London erlangte er einen PhD und von der Yale University einen Doctor of Juridicial Science (JSD).
Er studierte kurzzeitig auch für das Priesteramt der katholischen Kirche am Päpstlichen Englischen Kolleg in Rom, wurde aber nicht geweiht.
1952 wurde er von der Anwaltskammer Middle Temple als Anwalt zugelassen. Allerdings praktizierte er niemals als Anwalt.
St John-Stevas war Dozent (Lecturer) an der University of Southampton (1952 bis 1953) und am King’s College London von 1953 bis 1956. Er wechselte dann an die Oxford University, um Tutor für Jurisprudenz am Christ Church College (1953 bis 1955) und am Merton College (1955 bis 1957) zu werden. 1959 wurde er für die Zeitung The Economist tätig und war dort Rechts- und politischer Korrespondent. In den USA war er als Dozent tätig und war 1969 Gastprofessor an der University of California. Er war von 1954 von 1959 als Rechtsberater beim Ausschuss zur Zensur von Büchern von A. P. Herbert tätig.

## Mitgliedschaft im House of Commons
Er trat zunächst 1951 als Kandidat im Wahlkreis Dagenham an, wurde dann bei der Unterhauswahl 1964 für den Wahlkreis Chelmsford in Essex ins Unterhaus gewählt. Er hatte diesen Sitz bis zur Unterhauswahl 1987 inne, zu der er nicht wieder antrat.
St John-Stevas lehnte 1968 als überzeugter Katholik die Divorce Reform Bill von Leo Abse, sowieso 1967 die Abortion Bill von David Steel ab. Auch unterstützte er bereits frühzeitig die Entschärfung der Gesetze zur Strafbarkeit von Homosexualität. Er setzte sich für Grammar Schools und Beibehaltung akademischer Standards ein.
In der späteren Phase der Regierung von Edward Heath war St John-Stevas Parlamentarischer Unterstaatssekretär (Parliamentary Under Secretary of State) beim Ministerium für Bildung und Wissenschaft (Department of Education and Science), wo zu dieser Zeit Margaret Thatcher Ministerin war und von 1973 bis 1974 Kunstminister (Minister for the Arts).
Nach der Niederlage der Regierung Heath war St John-Stevas von 1974 bis 1979 Mitglied des Schattenkabinetts, Schattensprecher für Bildung von 1975 bis 1978 und Shadow Leader of the House of Commons von 1978 bis 1979.
Als die Conservative Party nach der Unterhauswahl 1979 an die Macht zurückkehrte, wurde St John-Stevas von 1979 bis 1981 erneut Kunstminister, sowie zeitgleich Leader of the House of Commons und Chancellor of the Duchy of Lancaster. Auch wurde er 1979 Mitglied des Privy Council. In seiner Rolle als Leader of the House wird St John-Stevas weitgehend die Gründung des Systems der Sonderausschüsse (select committees) zugeschrieben. Diese Ausschüsse ermöglichen es Hinterbänklern, Minister zu kontrollieren und einen erheblichen Einfluss im Parlament auszuüben.
In seiner Funktion als Kunstminister verteidigte er sein knappes Budget gegen Eingriffe des Finanzministeriums. Er brachte 1980 den National Heritage Act ein, welcher einen Stiftungsfonds zur Erhaltung der nationalen Kunstwerke vorsah. St John-Stevas unterstützte außerdem die Förderung von Unternehmen.
Anfang 1981 war St John-Stevas der erste der Tory-Wets, die das Kabinett von Premierministerin Margaret Thatcher verließen.
Diese hatte er zuvor TINA genannt, als Kürzel für deren There Is No Alternative-Rhetorik. Sein Rücktritt sorgte für Überraschung; er war allerdings zuvor bereits aufgefordert worden, das Kabinett zu verlassen, sollte aber weiter als Minister ohne Kabinettsrang für den Bereich Kunst zuständig sein.
Er war langjähriges Mitglied der Bow Group.
Als Hinterbänkler war er Thatcher gegenüber loyal. Allerdings stand er weiterhin ihrer Wirtschaftspolitik kritisch gegenüber. Er orientierte sich als One-Nation-Konservativer eher an Benjamin Disraeli als an Milton Friedman.

## Mitgliedschaft im House of Lords
St John-Stevas wurde am 19. Oktober 1987 zum Life Peer als Baron St John of Fawsley of Preston Capes in the County of Northamptonshire ernannt. Seine Antrittsrede im House of Lords hielt er (wahrscheinlich) am 2. Dezember 1987.
Ende der 1980er Jahre meldete er sich zu den anglo-irischen Beziehungen,  zu Architektur und dem Victoria and Albert Museum zu Wort. In den 1990er Jahren sprach er zur Lage der Menschenrechte in Rumänien, zur UNESCO, mehrfach zu Südafrika und Hongkong. St John-Stevas sprach in den 2000er Jahren über Simbabwe, die Menschenrechte in China, die Monarchie und zum Tod von Margaret, Countess of Snowdon.
Er wurde als Verteidiger des Oberhauses bekannt und setzte sich gegen solche Strömungen ein, die Hereditary Peerages abschaffen wollen, wie zum Beispiel Tony Benn. St John-Stevas schlug sogar vor, es sollten mehr derartige Titel geschaffen werden.
Im Zeitraum ab 2001 war St John-Stevas regelmäßig an Sitzungstagen anwesend. Zuletzt meldete er sich am 21. Oktober 2011 zu Wort. An einer Abstimmung nahm er zuletzt am 12. Dezember 2011 teil.

## Spätere Karriere
Er war von 1985 bis 1999 Vorsitzender (Chairman) der Royal Fine Art Commission. Seine Amtszeit wurde von Kontroversen überschattet. Es gab die Hoffnung, dass seine Ernennung die Kommission beleben und populärer machen würde. Stattdessen wurde die Kommission Vertreter seiner eigenen Ansichten und Vorlieben (vor allem beim jährlichen Building of the Year Award). St John-Stevas dekorierte sein Büro mit Gemälden aus nationalen Sammlungen; Dokumente wurden in roten Boxen präsentiert und er wurde von einem Chauffeur und früheren Staatsbediensteten bedient. Dies wurde in einem Bericht der Regierung von Sir Geoffrey Chipperfield kritisiert. Sein persönliches Verhalten führte zu Streitigkeiten im Zusammenhang mit dem London Eye.
Seine Amtszeit als Master des Emmanuel College der Cambridge University von 1991 bis 1996 wurde ebenfalls kontrovers diskutiert. Er baute ein neues Konferenzzentrum (das Queen's Building); die Kosten betrugen £8 Millionen und wurden durch St John-Stevas Betreiben, den Steinbruch in Ketton in Rutland wiederzueröffnen, um Kalksteine derselben Quelle zu verwenden, aus denen die Wren Chapel des College gebaut wurde, in die Höhe getrieben. Er behielt seine Verbindung mit dem College bei und nutzte dieses mehrfach für Veranstaltungen des Royal Fine Art Commission Trust. In seiner Amtszeit war er häufig nicht in London anwesend, was für Irritationen sorgte. Wider Erwarten wurde er 1995 für eine dritte Amtszeit ernannt.
Zu Kritik in der Öffentlichkeit führte eine Spende von Mohamed Al-Fayed über £250,000 für das Emmanuel College und dessen Master’s Lodge. Er erhielt dafür im Gegenzug eine lebenslange Ehrenmitgliedschaft und im College wurde ein Harrods Room zu seinen Ehren benannt. Ihm wurde auch vorgeworfen, zu viel Zeit mit einer kleinen Gruppe junger Männer zu verbringen, die hauptsächlich Public Schools besucht hatten; diese würden angeblich favorisiert werden durch gesellschaftliche Einführung bei Mitgliedern der königlichen Familie und das Bekanntmachen mit Verantwortlichen in der Industrie.

## Weitere Ämter
1983 wurde er Vizepräsident (Vice-President) des Theatres Advisory Council.
St John-Stevas war Mitglied des Treuhandrates (Trustee) des Royal Philharmonic Orchestra. Er war seit 2010 Berater für Kunst, kulturelle und Verfassungsfragen bei British Sky Broadcasting für den Vorsitzenden (Chairman) James Murdoch und den Chief Executive Jeremy Darroch. Seit 1991 war er dort Non-Executive Director. Bei der Jury für den Booker Prize war er Vorsitzender (Chairman).
Außerdem war er Autor und Herausgeber mehrerer Bücher. Er war Herausgeber der Gesammelten Werke des viktorianischen Verfassungstheoretikers Walter Bagehot. St John-Stevas galt als Experte für Verfassungsrecht und Verfassungsgeschichte.

## Ehrungen
Er wurde bereits in den 1950er Jahren mit mehreren Auszeichnungen geehrt. 1953 wurde er mit dem Blackstone Prize ausgezeichnet, 1957 erhielt er den Yorke Prize der Cambridge University, wurde 1958 Fellow der Yale Law School und wurde mit dem Fulbright Award ausgezeichnet.
1963 wurde er Ritter des „Hospitalischer Orden des Heiligen Lazarus von Jerusalem“ (KSLJ). Er wurde 1965 mit dem Verdienstorden der Italienischen Republik ausgezeichnet. St John-Stevas wurde 1966 Fellow der Royal Society of Literature. 1980 wurde er Offizier des Order of Saint John.

## Persönliches
St John-Stevas war ein prominenter Katholik. Er war Schirmherr (Patron) der Society of King Charles the Martyr und Grand Bailiff for England and Wales of the Military and Hospitaller des Lazarus-Ordens. Er war bekannt für seine vielen persönlichen Vorlieben, darunter dass er seine Hand wie ein Papst verhüllte, beim Sprechen ins Lateinische verfiel und bewusst moderne Wörter falsch aussprach. Er galt als loyaler Monarchist und stand im engen Kontakt mit der königlichen Familie. Daher war er mehrfach als Kommentator im Fernsehen zu sehen. Kurz nach seiner Aufnahme ins House of Lords erschienen Fotos von ihm im Hello! magazine, auf denen er in lila Hausschuhen zu sehen war, beim Faulenzen im Schlafzimmer seines Pfarrhauses in Northampton; im Hintergrund sah man ein signiertes Foto von Margaret, Countess of Snowdon. Alle persönlichen Notizen waren in lila Tinte geschrieben und nach seiner Aufnahme dort benutzte er nur noch offizielles Briefpapier des Oberhauses. Er lebte in Westminister.
St John-Stevas war nie verheiratet. Die meisten, die ihn kannten, gingen davon aus, er sei homosexuell. Er galt als reich und war Besitzer einer Sammlung von päpstlichen Erinnerungsstücken. Diese waren in seinem Haus im Stadtviertel Knightsbridge, London untergebracht, gemeinsam mit Kleidungsstücken von Königin Viktoria. Außerdem war er Besitzer eines weißen Rolls-Royce und eines weißen Jaguars.

## Tod
St John-Stevas starb am 2. März 2012 im Alter von 82 Jahren in seinem Haus in London nach kurzer Krankheit.

## Veröffentlichungen

### Autor
- Walter Bagehot A study of his life & thought together with a selection from his political writings, Eyre & Spottiswoode, 1959, ISBN unbekannt
- Life, Death And The Law, Eyre & Spottiswoode, 1961, ISBN unbekannt
- The Right to Life, Hodder & Stoughton, 1963, ISBN unbekannt
- Law and Morals, Hawthorn Books, 1964, ISBN unbekannt
- Bagehot's Historical Essays, New York University Press, 1966, ISBN unbekannt
- Agonising Choice: Birth Control, Religion and Law, TBS The Book Service Ltd, 1971, ISBN 978-0-413-27960-6
- Pope John-Paul II: His Travels and Mission, Faber & Faber, 1982, ISBN 978-0-571-11908-0
- The Two Cities, Farrar Straus & Giroux, 1984, ISBN unbekannt
- Before the Sunset Fades: An Autobiography, HarperCollins, 2007, ISBN 978-0007102198

### Herausgeber
- The Collected Works of Walter Bagehot. The Literary Essays Volume One, The Economist, 1965, ISBN unbekannt
- The Collected Works of Walter Bagehot. The Literary Essay Volume Two, The Economist, 1965, ISBN unbekannt
- The Collected Works of Walter Bagehot. The Historical Essays Volume Three, The Economist, 1968, ISBN unbekannt
- The Collected Works of Walter Bagehot. The Historical Essays Volume Four, The Economist, 1968, ISBN unbekannt
- The Collected Works of Walter Bagehot. The Historical Essays Volume Five, The Economist, 1974, ISBN unbekannt
- The Collected Works of Walter Bagehot. The Political Essays Volume Six, The Economist, 1974, ISBN unbekannt
- The Collected Works of Walter Bagehot. The Political Essays Volume Seven, The Economist, ?, ISBN unbekannt
- The Collected Works of Walter Bagehot. The Political Essays Volume Eight, The Economist, 1974, ISBN unbekannt
- The Collected Works of Walter Bagehot. The Political Essays Volume Nine, The Economist, ?, ISBN unbekannt
- The Collected Works of Walter Bagehot. The Political Essays Volume Ten, The Economist, ?, ISBN unbekannt
- The Collected Works of Walter Bagehot. The Political Essays Volume Eleven, The Economist, ?, ISBN unbekannt
- The Collected Works of Walter Bagehot. The Political Essays Volume Twelve, The Economist, ?, ISBN unbekannt
- The Collected Works of Walter Bagehot. The Political Essays Volume Thirteen, The Economist, ?, ISBN unbekannt
- The Collected Works of Walter Bagehot. The Political Essays Volume Fourteen, The Economist, ?, ISBN unbekannt
- The Collected Works of Walter Bagehot. The Political Essays Volume Fifteen, The Economist, 1986, ISBN unbekannt